# Šinsuke Nakamura
Šinsuke Nakamura (japonsky 中邑 真輔, anglická transkripce Shinsuke Nakamura, * 24. února 1980, Mineyama, Kjóto, Japonsko) je japonský profesionální zápasník působící ve společnosti WWE. Dále je také známy ze společnosti New Japan Pro-Wrestling (NJPW).

## Mládí
Narodil se 24. února 1980 ve městě Mineyama v Japonsku. V dětství byl jeho oblíbeným wrestlerem Jushin Liger.

## Kariéra
S wrestlingem začal v japonské společnosti New Japan Pro-Wrestling (NJPW). Zde patřil k těm největším hvězdám, mezi lety 2012 až 2016 několikrát držel titul IWGP Intercontinental Championship. Po jeho ztrátě zamířil do WWE, byl zařazen do NXT, kde se stal šampionem. Období mezi lety 2017 až 2018 se stalo jeho nejúspěšnějším. Vyhrál mužský Royal Rumble 2018, a následně zápasil na Wrestlmanii 34 proti AJ Stylesovi, zápas ale prohrál. Poté dvakrát vyhrál WWE Intercontinental Championship a WWE United States Championship.
Žije na Floridě. V září 2007 si vzal za ženu Harumi Maekawa.
Umí bojová umění a to brazilské jiu-jitsu a Shito-ryu karate.

## Úspěchy
- New Japan Pro-Wrestling
  - IWGP 3rd Belt Championship (1x)
  - IWGP Heavyweight Championship (3x)
  - IWGP Intercontinental Championship (5x)
  - IWGP Tag Team Championship (1x) s Hiroshi Tanahashi
  - NWF Heavyweight Championship (1x)
  - IWGP U-30 Openweight Championship (1x)
- WWE
  - NXT Championship (2x)
  - WWE Intercontinental Championship (2x)
  - WWE United States Championship (2x)
  - WWE SmackDown Tag Team Championship (1x) s Cesarem
  - Royal Rumble (2018)